# Gaston Féry
Gaston Féry (Longwy, 24 aprile 1900 – Paimpol, 29 novembre 1985) è stato un velocista francese, specializzato nei 400 metri piani.

## Palmarès

### Olimpiadi
- Bronzo a Anversa 1920 nella staffetta 4×400 metri.